# Stibadocera daymanensis
Stibadocera daymanensis är en tvåvingeart som beskrevs av Alexander 1960. Stibadocera daymanensis ingår i släktet Stibadocera och familjen mellanharkrankar. Inga underarter finns listade i Catalogue of Life.